# Infantaria da Bósnia e Herzegovina

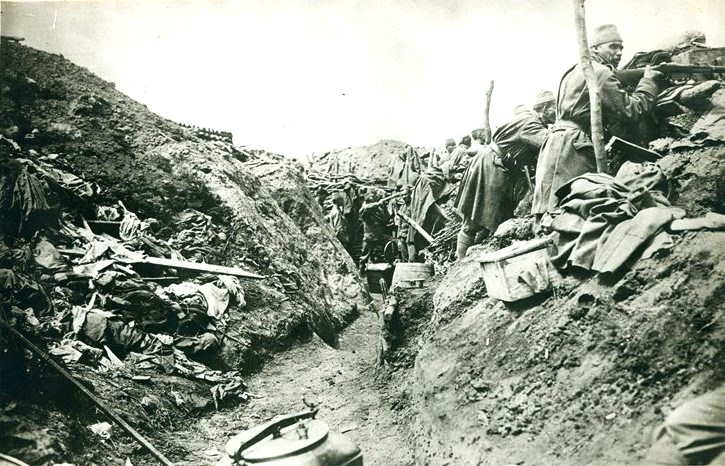
Uma posição de infantaria bosníaca no leste da Galícia durante a Primeira Guerra Mundial.

A Infantaria da Bósnia e Herzegovina (em alemão: Bosnisch-Hercegovinische Infanterie; em servo-croata:     Bosanskohercegovačka pješadija / Босанскохерцеговачка пјешадија), comumente chamados de Bosniaken (alemão para bósnios),  eram um ramo do Exército Austro-Húngaro. Recrutados dentro das duas regiões da Monarquia Dual com uma população muçulmana significativa, esses regimentos desfrutavam de um status especial. Eles tinham seus próprios uniformes distintos e receberam sua própria sequência de numeração dentro do Exército Comum (K.u.K.). 

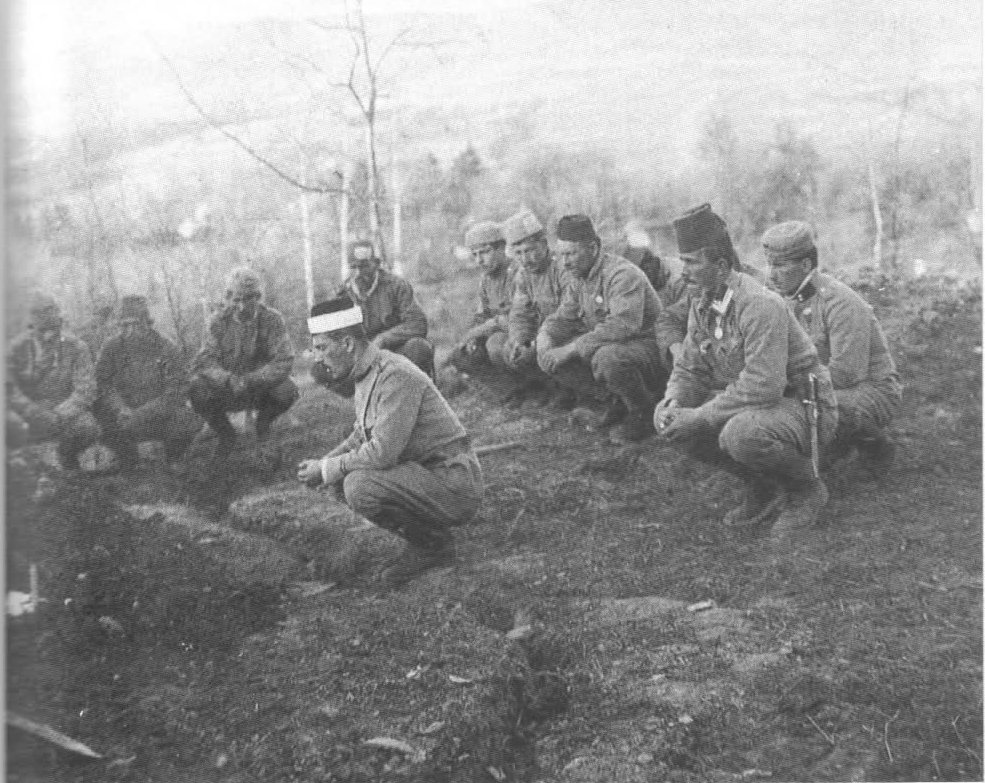
Um imame militar bósnio no exército austro-húngaro.

As unidades faziam parte da infantaria austro-húngara em 1914 e consistiam em quatro regimentos de infantaria (numerados de 1 a 4) e um batalhão de fuzileiros de campanha (Feldjägerbataillon). 

## Antecedentes
O Congresso de Berlim de 1878 atribuiu duas províncias otomanas, o Vilaiete da Bósnia e o Sanjaco de Novi Pazar à administração da Áustria-Hungria. Em julho do mesmo ano, as tropas austríacas iniciaram a ocupação das duas províncias, mas encontraram ampla resistência da população muçulmana da Bósnia.  Durante uma campanha que durou até outubro de 1878, as forças austríacas sofreram baixas de 946 mortos e 3.980 feridos. :135

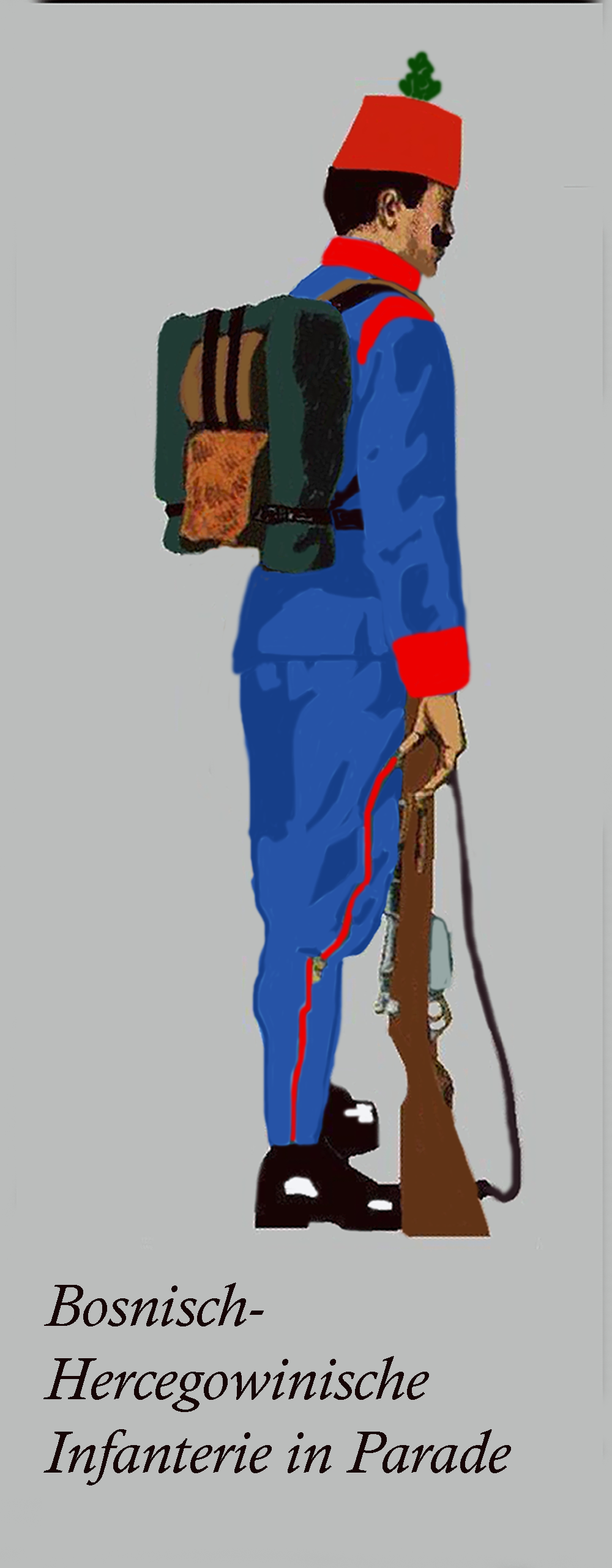
Traje de desfile da Infantaria da Bósnia e Herzegovina

Embora as duas províncias ainda pertencessem constitucionalmente ao Império Otomano, a Administração Imperial Austríaca começou a construir um aparato administrativo rudimentar baseado em uma reforma dos sistemas existentes. Havia tensão comunitária e resistência contínuas ao domínio dos Habsburgos em muitas áreas rurais, especialmente na Herzegovina e ao longo da fronteira leste com Montenegro. "Os austríacos estabeleceram uma força de milícia local especial lá, os 'Pandurs'; mas muitos desses milicianos se rebelaram, e alguns se entregaram ao banditismo." :138
Em novembro de 1881, o governo austro-húngaro aprovou uma Lei Militar (Wehrgesetz) impondo a obrigação a todos os bósnios de servir no Exército Imperial.  Isso levou a tumultos generalizados em dezembro de 1881 e janeiro de 1882 - que foram reprimidos por meios militares.  Os austríacos apelaram ao mufti de Sarajevo, Mustafa Hilmi Hadžiomerović e ele logo emitiu uma fatwa "convocando os muçulmanos a obedecer à lei militar."  Outros líderes importantes da comunidade muçulmana, como Mehmed-beg Kapetanović, mais tarde prefeito de Sarajevo, também apelaram aos jovens muçulmanos para servirem no exército dos Habsburgos.

## Criação
As formações de infantaria foram criadas pela primeira vez em 1882 em cada um dos quatro principais distritos de recrutamento de Sarajevo, Banja Luka, Tuzla e Mostar.  Inicialmente, cada uma era composta por uma companhia de infantaria, que foi ampliada nos anos subsequentes em uma companhia cada. Em 1889, havia oito batalhões independentes. Em 1892, mais três batalhões foram estabelecidos. Em 1894, a administração militar criou a Associação do Regimento de Infantaria da Bósnia e Herzegovina (Regmentsverband der Bosnisch-Hercegowinischen Infanterie) para integrá-los ao restante do exército imperial austríaco. Em 1º de janeiro de 1894, uma "Altíssima Resolução" (Allerhöchste Entschließung) formalizou essa medida, mas ela se mostrou difícil e não foi concluída até 1897.
O Batalhão de Fuzileiros de Campanha (Feldjägerbataillon) foi criado em 1903. 

## Composição
Imediatamente antes da eclosão da Primeira Guerra Mundial, os quatro regimentos de infantaria bósnio-herzegovinos eram numerados de 1 a 4, contendo 10.156 homens (mais 21.327 reservistas) em 12 batalhões.  O Batalhão de Rifles de Campanha era composto por 434 jägers em serviço, com 1.208 reservistas.  Em janeiro de 1913, 31,04% dos suboficiais e outras patentes eram muçulmanos, 39,12% eram ortodoxos sérvios e 25,04% eram católicos romanos. O restante era uma mistura de católicos gregos, judeus e protestantes.  Independentemente da fé religiosa, todas as outras patentes usavam o fez. 

## Primeira Guerra Mundial
No decorrer da guerra, os regimentos de infantaria bósnio-herzegovinos (incluindo jägers) expandiram-se para um máximo de 36 batalhões. Cada um tinha uma força de cerca de 1.200 homens quando em plena força.  As pressões de pesadas baixas levaram a uma quebra do rígido recrutamento regional após 1915, com tropas húngaras, polonesas, tchecas e ucranianas servindo em unidades bósnias, enquanto os bósnios foram convocados para os regimentos nominalmente alemães e húngaros do Exército K.u.K.  Inevitavelmente, essa diversidade levou a uma diluição da eficácia das unidades individuais, mas os regimentos bósnios mantiveram uma alta reputação de lealdade e eficácia até o final da guerra.
Em 1916, a Áustria-Hungria ocupou a Albânia e cerca de 5.000 homens albaneses foram recrutados "para servir numa milícia com oficiais muçulmanos bósnios".  Esta unidade, conhecida como Legião Albanesa, era constituída por membros de clãs albaneses provenientes principalmente das regiões do norte da Albânia e do Kosovo. 
O capitão Gojkomir Glogovac foi condecorado com a mais alta honraria militar da Áustria-Hungria, a Ordem Militar de Maria Teresa, por extrema bravura em 1917; ele foi posteriormente enobrecido como Barão Glogovac. Outro oficial bósnio proeminente a subir na hierarquia foi o coronel Hussein Biscevic (Husein Biščević ou Biščević-beg), que mais tarde serviu na Waffen SS.  Muhamed Hadžiefendić (1898–1943) serviu como tenente em uma unidade bósnia durante a Primeira Guerra Mundial.

## Uniforme

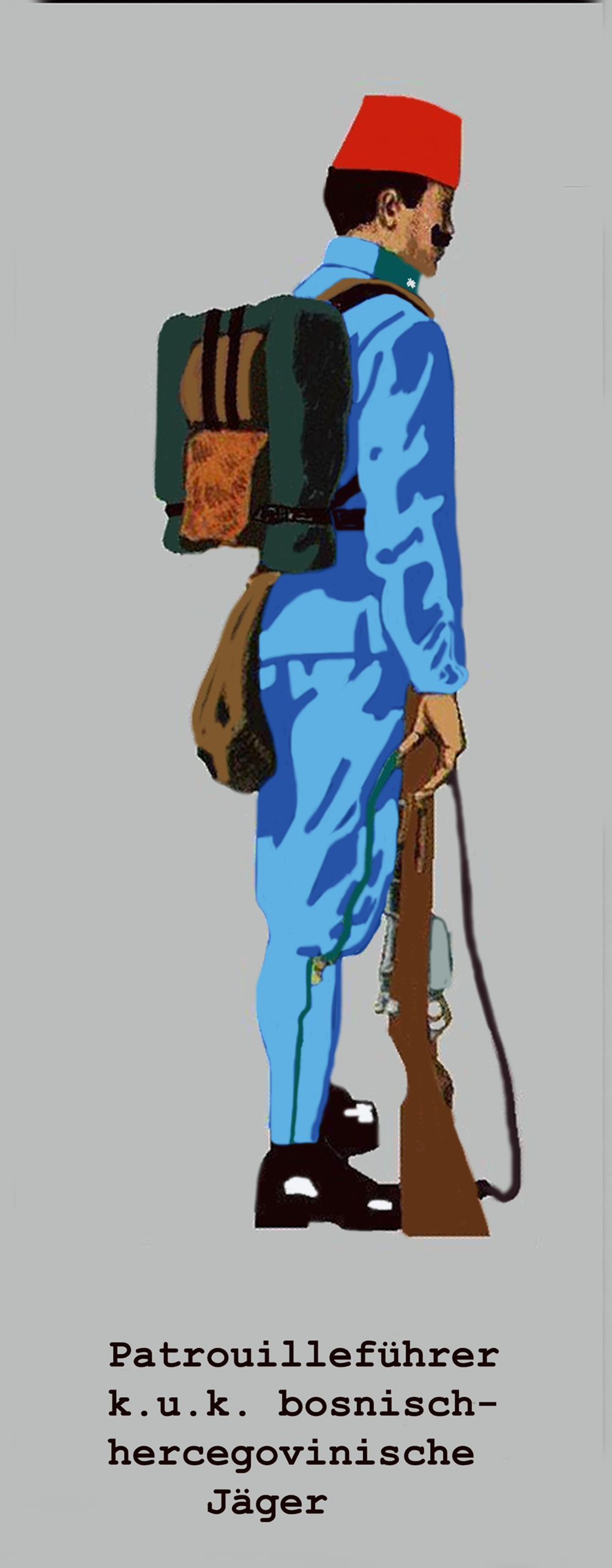
Atirador bósnio (jager)

Os regimentos de infantaria bósnios tinham várias características uniformes que os distinguiam de outras unidades do exército austro-húngaro. A mais distinta dessas vestimentas era o fez oriental, que era usado tanto em desfiles quanto em uniformes de campo. O fez era feito de feltro marrom-avermelhado e equipado com uma borla de lã de ovelha preta. Essa borla tinha 18,5 cm de comprimento e era montada em franjas de roseta. O fez tinha que ser usado de forma que a borla ficasse na parte de trás. Oficiais e cadetes geralmente usavam quepes pretos rígidos padrão da infantaria militar austríaca ou barretinas de gala. No entanto, se os oficiais fossem muçulmanos, eles tinham a opção de usar o fez.
Com exceção da cor, as túnicas de gala e as blusas normalmente usadas eram consistentes com as da infantaria de linha "alemã" padrão do Exército K.u.K. Os botões eram de bronze e ostentavam o número regimental apropriado. Os uniformes dos oficiais consistiam em túnicas azul-claras, com gola vermelha e botões amarelos, e calças azul-claras. 
Os soldados comuns usavam um uniforme azul claro com detalhes vermelhos. Incluíam-se calças largas de estilo oriental, que estreitavam abaixo do joelho (ver ilustrações coloridas acima). 
O Batalhão de Fuzileiros de Campanha (Feldjägerbataillon) tinha um uniforme diferente. Os oficiais e cadetes usavam o mesmo uniforme do Jägerbataillon tirolês, enquanto os soldados comuns usavam uniformes cinza com detalhes verdes e o fez marrom-avermelhado. O corpo de žandamerijski usava o chapéu jäger padrão com penas pretas.
Em 1908, uniformes "cinza-pique" (azul-claro-acinzentado) foram introduzidos para o serviço de campo e para o uso diário. As túnicas e calções azul-claro foram mantidos para desfiles e uso fora de serviço até a eclosão da guerra em 1914. Em 1910, um fez cinza-pique foi adotado, embora o modelo marrom-avermelhado tenha sido mantido para o traje completo e para as saídas. 
Durante os primeiros meses da Primeira Guerra Mundial, o uniforme cinza-pique provou ser muito chamativo contra os fundos de floresta escura comuns na Frente Oriental. Uniformes "cinza-campo" com tons esverdeados, de um tom semelhante ao do Exército Imperial Alemão, foram então emitidos. Por razões de economia, os calções distintivos dos regimentos bósnios foram substituídos pelo modelo universal da infantaria austro-húngara.  Na prática, a escassez de suprimentos levou ao uso de misturas de roupas cinza-campo, cinza-pique e até mesmo azul em tempos de paz pelo restante da guerra. O fez permaneceu em uso geral.
Os soldados da Legião Albanesa usavam inicialmente um qeleshe branco de lã de cordeiro. No entanto, este foi posteriormente substituído por um fez cinza-campo com uma cocar vermelha-preta-vermelha. 

## Armamento

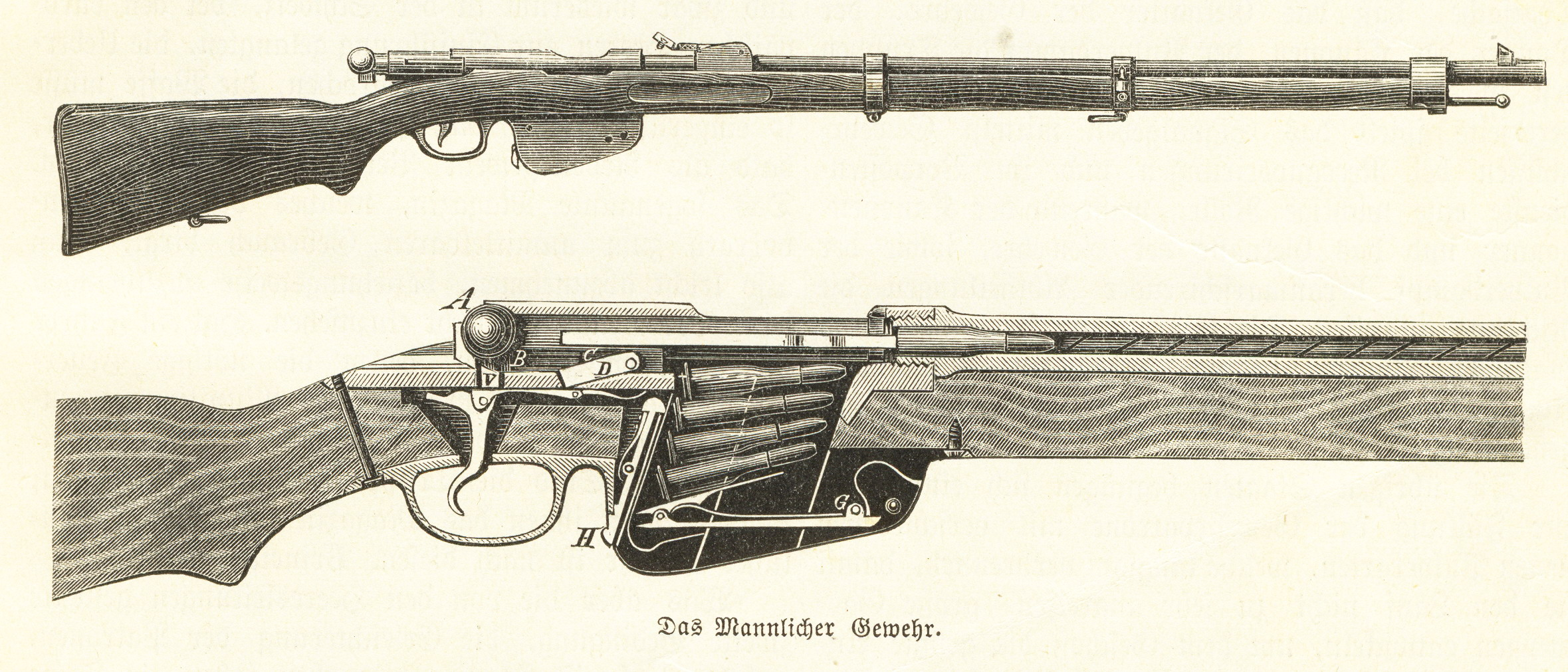
Gewehr Mannlicher M 1890

Durante a maior parte de sua existência, as unidades bósnias foram equipadas com o rifle austríaco Gewehr Mannlicher M 1890. 

## Comemoração e legado
O colapso do Império Austro-Húngaro naturalmente provocou a dissolução do exército k.u.k e, consequentemente, das tropas bósnio-herzegovinas. Estas retornaram ao seu país de origem, embora vários milhares de bósnios tenham tido seu retorno adiado, tendo sido capturados como prisioneiros de guerra. 
Em 1895, Eduard Wagnes escreveu a marcha "Die Bosniaken Kommen" para homenagear os soldados k.u.k. bósnios, em particular o segundo Regimento de Infantaria. 
Muitos soldados bósnios do Segundo Regimento morreram entre 1916 e 1917 em combates no norte da Itália durante a Primeira Guerra Mundial e foram posteriormente enterrados na pequena vila de Lebring-Sankt Margarethen, perto de Graz, Áustria. Desde 1917, os moradores locais realizam um modesto serviço memorial para marcar o aniversário da Batalha de Monte Meletti, no Tirol do Sul, interrompido apenas brevemente durante o período nazista. Atualmente, há uma placa memorial e uma rua chamada "Zweierbosniakengasse" ("2ª Rua Bosníaca") em Graz. Os italianos e os austríacos também ergueram uma placa memorial ao papel dos soldados bósnios na maior derrota militar italiana da guerra. Uma crista intransponível defendida por soldados bósnios quatro quilômetros ao norte de Gorizia é agora chamada de "Passo del Bosniaco" (Passo do Bosníaco). Em homenagem ao Quarto Regimento, um monumento foi erguido na encosta leste da montanha Rombon, na Eslovênia. Dois soldados bósnios usando fez estão esculpidos em granito, o que leva em consideração o Rombon. O monumento foi feito por Ladislav Kofranek, um escultor de Praga. 
Em 1929, o Museu de História do Exército em Viena ergueu uma placa memorial aos veteranos bósnios. 
- Entrada do cemitério
- Placa comemorativa
- Placa comemorativa à esquerda
- Tumba central
- Vista do cemitério do sul

## Galeria

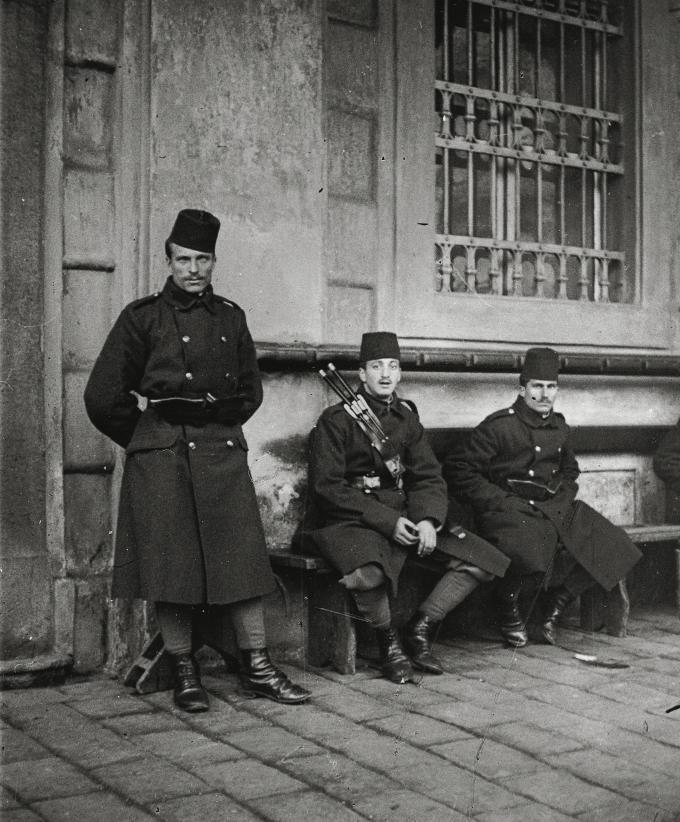
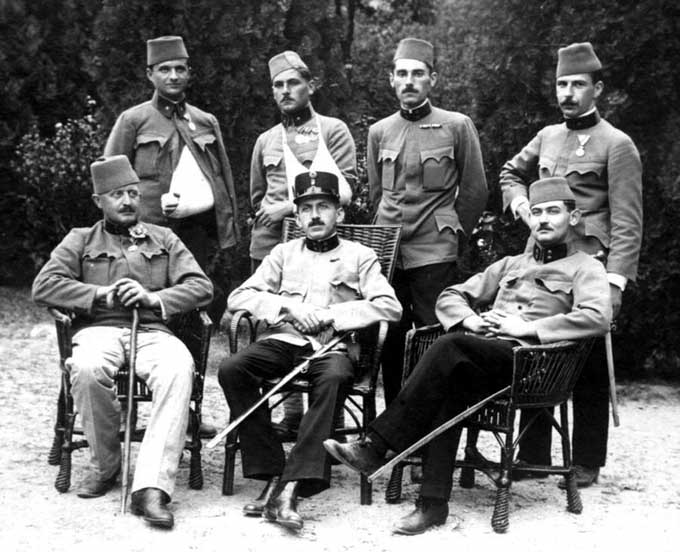
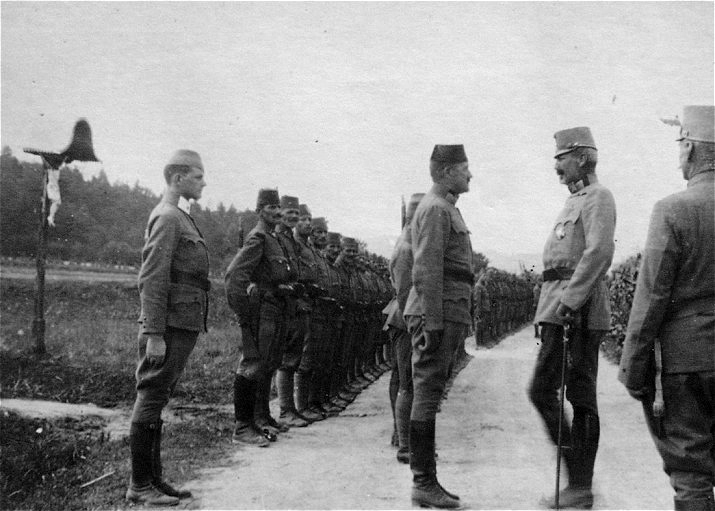
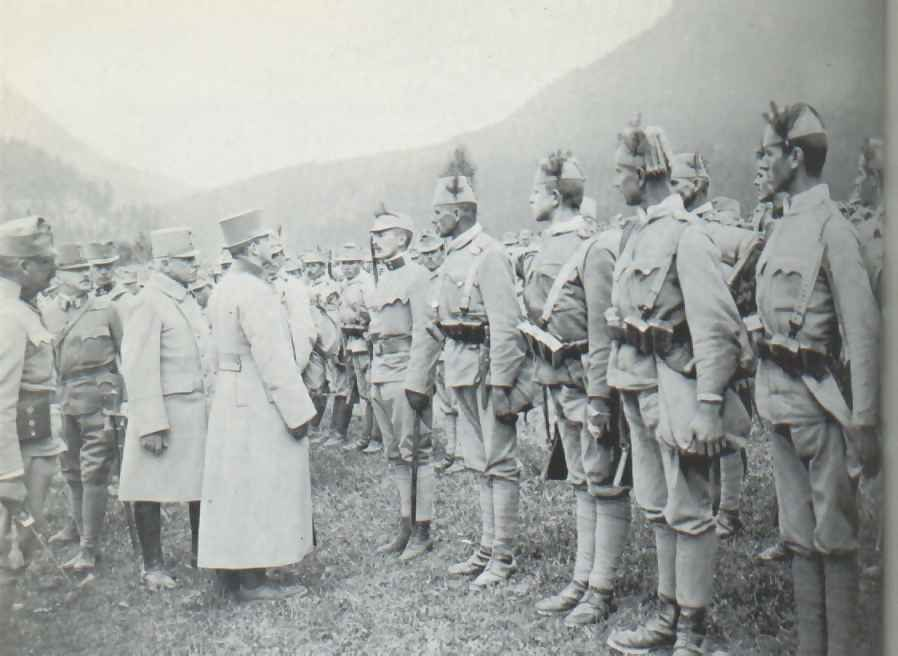
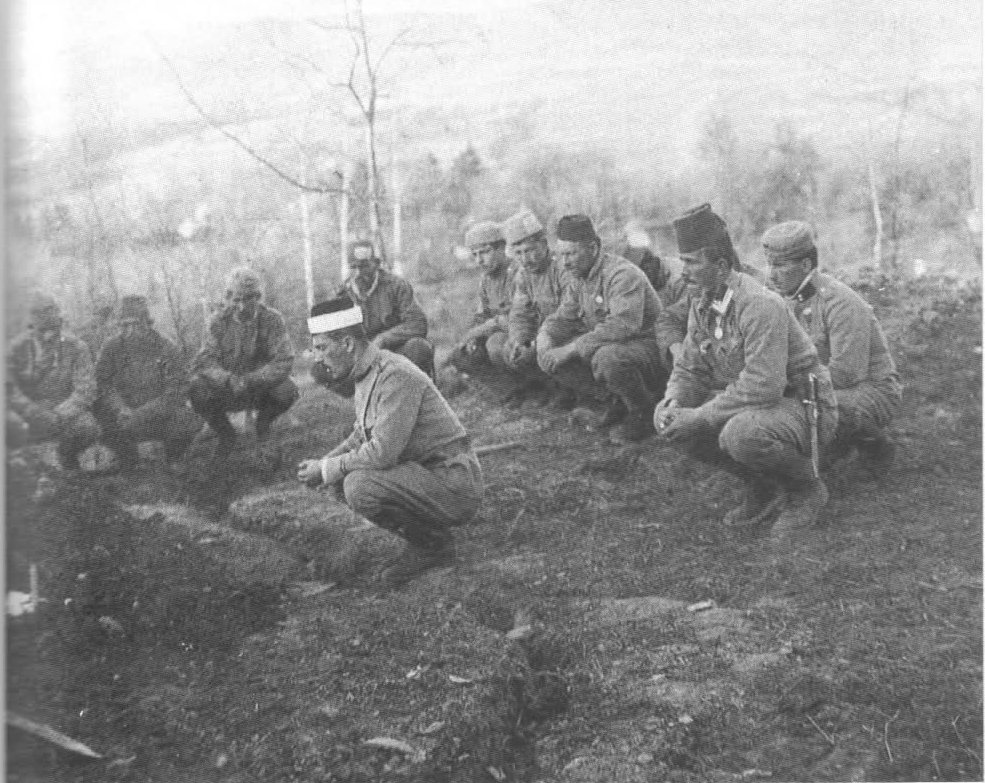